# 凤山镇 (景谷县)
凤山镇，是中华人民共和国云南省普洱市景谷傣族彝族自治县下辖的一个乡镇级行政单位。
2012年12月28日，云南省人民政府批复同意撤销凤山乡，设立凤山镇。

## 行政区划
凤山镇下辖以下地区：
芒竜村、平寨村、柏林村、文竹村、文绍村、抱母村、文海村、文折村、顺南村、南板村、平田村和海庆村。